# Єреул
Єреу́л (каз. Ереуіл) — село у складі Кегенського району Алматинської області Казахстану. Входить до складу Каркаринського сільського округу.
У радянські часи село називалось МТФ.
Населення — 77 осіб (2021; 133 у 2009, 175 у 1999, 191 у 1989).